# Steve Cummings
Stephen Philip "Steve" Cummings (Wirral, 1981. március 19. –) brit profi kerékpáros. Országúton és pályán egyaránt versenyzett.
2019-ben visszavonult a versenyzéstől.

## Eredményei pálya-kerékpározásban
2001
1., Brit pályakerékpáros bajnokság - Csapat üldözőverseny 
2004
2., 2004-es nyári olimpiai játékok - Csapat üldözőverseny 
2005
1., Pályakerékpáros világbajnokság - Csapat üldözőverseny 
1., Brit pályakerékpáros bajnokság - Csapat üldözőverseny 
2006
1., Nemzetközösségi Játékok - Csapat üldözőverseny 
1., Brit pályakerékpáros bajnokság - Csapat üldözőverseny 

## Eredményei országúti versenyzésben
| 1999 1. - Eddie Soens Memorial Road Race 1., Brit országúti bajnokság - Mezőnyverseny - Junior 2000 9., Brit országúti bajnokság - Időfutam 2001 10. - Lincoln International GP 2002 2. - Eddie Soens Memorial Road Race 9., összetettben - Brandenburg Rundfahrt 2005 2., Brit országúti bajnokság - Mezőnyverseny 6. - GP de Villers-Cotteręts 2006 2. - Trofeo Laigueglia 4., Nemzetközösségi Játékok - Mezőnyverseny 7., Brit országúti bajnokság - Mezőnyverseny 2008 1. - Coppa Bernocchi 1., 2. szakasz - Giro della Provincia di Reggio Calabria 2., összetettben - Tour of Denmark 2., összetettben - Tour of Britain | 2009 1. - Giro del Capo III 4. - Coppa Bernocchi 5. - Giro della Provincia di Reggio Calabria 7. - Trofeo Laigueglia 2010 4. - GP d'Ouverture La Marseillaise 2011 2., összetettben - Tour of Britain 4., összetettben - Tour de Beijing 7., összetettben - Volta ao Algarve 9., összetettben - Tour Méditerranéen 9., összetettben - Tour de Pologne 2015 14. szakasz - Tour de France |

## Grand Tour eredményei
| Grand Tour | 2007 | 2008 | 2009 | 2010 | 2011 | 2012 |
| ---------- | ---- | ---- | ---- | ---- | ---- | ---- |
| Giro       | 109. | 96.  | -    | 55.  | -    |      |
| Tour       | -    | -    | -    | 151. | -    |      |
| Vuelta     | -    | -    | -    | -    | -    |      |